# 西尾市立中畑小学校
西尾市立中畑小学校（にしおしりつ なかばたしょうがっこう）は、愛知県西尾市中畑町にある公立小学校。

## 概要
- 中畑町（一部）、中畑町1・2丁目（一部）、田貫町（一部）、田貫1・2丁目、田貫3・4丁目（一部）、平坂町（一部）が校区である[1]。

## 沿革
- 1873年（明治6年）10月2日 - 上中畑村に小学博習学校が開校する。上中畑村、下中畑村の児童が通学する。
- 1876年（明治9年）7月10日 - 中畑学校に改称する。
- 1878年（明治11年） - 上中畑村、下中畑村が合併し、中畑村となる。
- 1882年（明治15年）11月 - 第8学区公立小学中畑学校に改称する。
- 1887年（明治20年）4月 - 尋常小学中畑学校に改称する。
- 1906年（明治39年）
  - 5月1日 - 平坂村、中畑村、及び西野町村の一部（田貫）、奥津村 の大部分（山田、富山、上矢田、羽塚、下矢田、国森、新在家、徳永）が合併し、平坂村となる。
  - 9月15日 - 平坂第一尋常小学校に改称する。田貫が西尾第一尋常小学校校区から平坂第一尋常小学校校区に移る。
- 1924年（大正13年）10月1日 - 平坂村が町制施行し、平坂町となる。
- 1941年（昭和16年）4月1日 - 平坂第一国民学校に改称する。
- 1946年（昭和21年）4月1日 - 平坂町西部国民学校に改称する。
- 1947年（昭和22年）4月1日 - 平坂町立平坂西部小学校に改称する。
- 1953年（昭和28年）12月15日 - 西尾町と平坂町の一部（田貫、中畑、国森、新在家）が合併し市制施行。西尾市となる。平坂町立平坂西部小学校は西尾市の小学校となり、西尾市立中畑小学校に改称する。

## 交通アクセス
- 六万石くるりんバス東廻り線「中畑小東」バス停より徒歩約3分。
- 名鉄西尾線西尾駅下車、徒歩約45分。

## 周辺施設
- 西尾市立平坂中学校
- 西尾市立平坂小学校
- 西尾市立西野町小学校
- なかばた保育園
- 田貫公園
- 矢作川西尾緑地